# Leopoldo González González
Leopoldo González González, né le 31 octobre 1950 à Abasolo dans l'État mexicain du Guanajuato, est un homme d'Église mexicain. Depuis juin 2017, il est l'archevêque de l'archidiocèse d'Acapulco au Mexique et de 1999 à 2005, évêque titulaire de Voncaria (de)

## Annexe